# Музей Августа Кестнера
52°22′05″ пн. ш. 9°44′11″ сх. д. / 52.368099436733° пн. ш. 9.7362648654255° сх. д.
Музей Августа Кестнера (нім. Museum August Kestner) — музей історії культури в Ганновері. Розташований у центрі міста на площі Трамплац поряд із Новою ратушею у реконструйованій історичній неоренесансній будівлі з сучасним фасадом.

## Історія
Музей був заснований у 1889 році та названий на честь уродженця міста, німецького правника, дипломата та колекціонера мистецтва Августа Кестнера. У своєму заповіті Август Кестнер уповноважив свого спадкоємця передати у дарунок місту Ганноверу свою художню колекцію за умови збереження її цілісності. Ця колекція стала основою художніх фондів музею. У музейній колекції, що поповнювалася з часом, виділяються давньоєгипетський, античний відділи, а також експозиція декоративно-вжиткового мистецтва та дизайну. Директором музею тривалий час був відомий археолог Карл Шухардт.